# Municipio de Woonsocket
El municipio de Woonsocket (en inglés, Woonsocket Township) es un municipio del condado de Sanborn, Dakota del Sur, Estados Unidos. Tiene una población estimada, a mediados de 2021, de 140 habitantes.

## Geografía
Está ubicado en las coordenadas 44°4′30″N 98°16′45″O / 44.07500, -98.27917. Según la Oficina del Censo de los Estados Unidos, tiene una superficie total de 92.16 km², de la cual 91.91 km² corresponden a tierra firme y 0.25 km² están cubiertos por agua.

## Demografía
Según el censo de 2020, en ese momento había 121 personas residiendo en la zona. La densidad de población era de 1.32 hab./km². El 95.9 % de los habitantes eran blancos, el 0.8 % era amerindio y el 3.3 % eran de una mezcla de razas. Del total de la población, el 1.7 % eran hispanos o latinos de cualquier raza.